# 岸信周
岸 信周（きし のぶちか）は、戦国時代の武将。斎藤氏の家臣。美濃国堂洞城主。通称は孫四郎、勘解由左衛門。

## 生涯
美濃国の武将・佐藤信連の子として誕生。岸氏は、はじめ佐藤姓で藤原秀郷から分かれた一族といわれる。
美濃斎藤氏に仕え、天文11年（1542年）に斎藤道三が主君・土岐頼芸を大桑城から追放した戦に従軍、天文16年（1547年）（天文13年とも）の加納口の戦いで尾張国の織田信秀の甥・織田新十郎を討ち取った功により、道三から感状を受けた。同年、再度の土岐頼芸攻めにも加わっている。ところが、弘治2年（1556年）の斎藤氏の内紛である長良川の戦いでは道三側ではなくその嫡子・義龍側に参戦、義龍の死後は子の龍興に仕えた。
永禄8年（1565年）、関城主・長井道利と親族である加治田城主・佐藤忠能と共に堂洞城にて集まり、織田信長の侵攻に備えるため中濃三城盟約を結ぶ。この時、忠能の娘（八重緑）を養女とするが、加治田衆が織田氏に寝返ったため刺殺し、堂洞城長尾丸にて磔にした（遺骸は佐藤忠能の家臣・西村治郎兵衛が奪取し龍福寺に葬られた）。
堂洞合戦において織田氏に寝返った佐藤忠能と戦う。しかし、長井道利の援軍は織田信長本軍に阻まれ撃退され、岐阜城からの斎藤龍興の援軍も一日遅く間に合わなかった。これにより堂洞城は完全に包囲され攻城戦が行われた。信周の一族は攻城戦により、織田・加治田連合軍に少数ながらも大損害を与えたが敗北し、一族もろとも城を枕に自刃した（堂洞合戦）。

## 子孫
嫡男の信房は信長より派遣された降伏の使者金森長近の面前で子供の首を斬ったが、乳母がその弟を連れて秘かに城を落ち延びた。娘（一書に栄とも）も乳母が連れて逃げ、潜んだ場所が加治田栃洞区堂洞の東裏手にある「姥ヶ洞」と伝わる。弟の信貞は兄とともに堂洞合戦で討ち死にしたが、これらの子孫は現代まで存続しているという。

## 逸話
- 佐藤から岸への改姓の理由は、1933年（昭和8年）に堂洞城の調査をした県史跡調査委員の伊藤信の報告書には「天文十六年九月二二日勘解由加納口の戦に加はり、岐阜城を発する時、鳶天に飛び一羽落ちて信周の鎧袖に留まる、取り上げ見るに、羽に岸の文字あり。是れ実に摩利支天の奇端なりとて大いに喜び、則ち家名を改めて岸と称す。」とある[9]。この戦いで織田新十郎を討った功に対する道三よりの感状が残っており[10]、関市在住の子孫に伝えられている[5]。
- 信長は高禄を与えて重用すると伝えたが、信周は主家と共にこの身は終わるという一徹の姿勢をくずさなかった[11]。
- 堂洞合戦において18度のかけ合いをし、一足も退かずに戦った。信周の妻も長刀を振りまわし、勇戦で坂額を思わせる働きをした[12]。
- 最期の時に「信房はどうしているか」と傍らの妻に聞くと「北の方は打ち破られて信房は討死と思われます」と答え、信周が思わず涙を流すと妻は声をかけてはげまし「武士が戦場で命をおとすは常の習い。さあ私たちも討死を急ぎましょう」といって辞世の歌を「先立つも暫し残るも同じ道、此の世の隙をあけぼのの空」と詠み、信周は「待て暫し敵の波風きり払い倶にいたらん極楽の岸」と詠んで、夫婦で刺し違えた[12]。